# Ebot Ebot Enaw
 (juillet 2023).
Ebot Ebot Enaw, né en 1966, est un haut fonctionnaire camerounais et universitaire spécialiste en sécurité des systèmes d'information. Il est le premier et actuel directeur général de l'Agence nationale des technologies de l'information et de la communication.

## Biographie

### Études
En Angleterre, Ebot Ebot Enaw étudie à l'université de Liverpool où il obtient un Bachelor of Engineering en électronique en 1989. Il poursuit son cursus à l'université de Manchester où il obtient un Master of Engineering en télécommunications en 1991,.

## Carrière

### Carrière académique
Il retourne au Cameroun où il est recruté à l'université de Yaoundé I comme chargé de cours assistant. Il poursuit parallèlement ses études et obtient un PhD en informatique à l’École nationale supérieure polytechnique de Yaoundé (ENSPY) où il est actuellement maître de conférences.
Il est l'auteur de nombreuses contributions scientifiques, notamment sur les CERT, , les protocoles d'échanges de clé cryptographiques,, la cryptanalyse, les audits de Sécurité des Systèmes d'Information, les Infrastructures à clés publiques (PKI),et la transformation digitale en Afrique,.

### Directeur Général de l'ANTIC
Le 24 janvier 2006, il est nommé par le président Paul Biya à la tête de l'Agence nationale des technologies de l'information et de la communication en tant que Directeur général. Il préside depuis aux destinées de cette institution étatique qui a pour missions la promotion des TIC et la sécurisation du cyber-espace national. En 2007, il dirige une Task Force internationale qui fera du Cameroun le premier pays africain disposant d'académies CISCO dans chaque Université d’État.